# Akito Watabe
Akito Watabe (渡部 暁斗, * 26. května 1988 Hakuba) je japonský reprezentant v severské kombinaci. Sdruženářem je také jeho mladší bratr Jošito Watabe, manželka Jurie Watabe se věnuje akrobatickému lyžování.
Na Zimních olympijských hrách 2006 obsadil 19. místo. Na Zimních olympijských hrách 2010 byl šestý v závodě družstev a devátý v závodě na 10 km. Na Zimních olympijských hrách 2014 získal stříbrnou medaili v individuálním závodě a se štafetou dojel pátý.
Na mistrovství světa juniorů v klasickém lyžování 2006 získal stříbrnou medaili. Na mistrovství světa v klasickém lyžování 2009 byl členem vítězného japonského družstva, na mistrovství světa v klasickém lyžování 2017 obsadil druhé místo v závodě velký můstek + 10 km a třetí místo ve sprintu družstev.
Vyhrál deset závodů Světového poháru, v celkovém pořadí byl druhý v letech 2011/12, 2014/15 a 2015/16 a třetí v letech 2012/13, 2013/14 a 2016/17.